# Boea hians
Boea hians är en tvåhjärtbladig växtart som beskrevs av Isaac Henry Burkill. Boea hians ingår i släktet Boea och familjen Gesneriaceae. Inga underarter finns listade i Catalogue of Life.